# Chaenorhinum litorale
Chaenorhinum litorale är en grobladsväxtart. Chaenorhinum litorale ingår i släktet småsporrar, och familjen grobladsväxter.

## Underarter
Arten delas in i följande underarter:
- C. l. litorale
- C. l. pterosporum